# Belmont-Broye
Belmont-Broye är en kommun i distriktet Broye i kantonen Fribourg, Schweiz. Kommunen skapades den 1 januari 2016 genom sammanslagningen av de tidigare kommunerna Domdidier, Dompierre, Léchelles och Russy. Belmont-Broye hade 6 011 invånare (2023).